# Łucja Frey-Gottesman

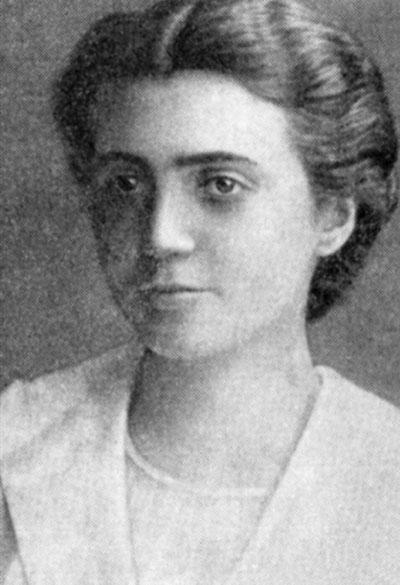
Łucja Frey, 1919

Łucja Frey-Gottesman (* 3. November 1889 in Lemberg, Österreich-Ungarn; † vermutlich am 24. August 1942 in Lwów, Polen) war eine österreichisch-polnische Philosophin und Medizinerin. Nach ihr ist das Frey-Syndrom benannt. In Gudensberg ist eine Straße nach ihr benannt worden.

## Lebenslauf
Sie war die Tochter von Szymon Symcha Frey, einem Baulieferanten, und Dina, geborene Weinreb. Die Familie Frey gehörte zu den assimilierten Lemberger Juden; Łucja gab Polnisch als ihre Muttersprache an. In den Jahren 1896–1900 besuchte sie eine katholische Grundschule im Benediktinerkloster, anschließend die Jüdische Mittelschule für Mädchen Goldblatt-Kammerling (von 1900 bis 1907). Am 10. November 1907 legte sie als externe Schülerin am Franz-Józefa-Mittelgymnasium ihre Reifeprüfung ab.
Frey studierte in den Jahren 1908–1913 Philosophie in Lemberg mit Abschluss als Lehrerin für die Sekundarstufe, vielleicht wechselte sie später ihr Hauptfach zu Mathematik. Sie studierte unter anderem von 1908 bis 1912 mit Marian Smoluchowski.
Ein vorklinisches Medizinstudium absolvierte sie in den Jahren 1917–1920 in Lemberg. 1918 unterbrach sie ihr Studium für ein Jahr und gab als Grund den polnisch-ukrainischen Krieg an: Damals sollte sie im Nationalkrankenhaus in Lemberg arbeiten, in der neuropsychiatrischen Abteilung bei Prof. Kazimierz Orzechowski. Vor ihrem Abschluss war sie als Junior-Assistentin an der Neurologischen Klinik Orzechowski (die 1920 an den Warschauer Lehrstuhl berufen wurde) angestellt. Sie schloss ihr Studium am 20. Februar 1921 ab. Darauf folgte dann von 1921 bis 1923 das klinische Medizinstudium mit Examen in Warschau. Sie bildete sich in Warschau zur Neurologin weiter (1923–1928). Von Juni 1922 bis Mai 1923 legte sie mehrere Abschlussprüfungen ab, darunter eine Prüfung in Neurologie bei Prof. Orzechowski und erhielt eine hervorragende Note. Sie erhielt ihr Diplom im Alter von 34 Jahren, am 23. Juni 1923. In den Jahren 1923–28 war sie Oberassistentin an der neurologischen Klinik in Warschau. Ihr Praktikum schloss sie vermutlich 1924 ab. Während ihres Aufenthalts in Warschau wohnte sie im Klinikgebäude in der Ul. Nowogrodzka 59.
1929 kehrte sie höchstwahrscheinlich aus persönlichen Gründen nach Lemberg zurück – sie heiratete den Anwalt Marek (Mordechaj) Gottesman. Ab Mai 1929 arbeitete sie bis 1941 als Neurologin am Israelitischen Spital in der Ulica Rappaporta 8 in Lemberg. Zu dieser Zeit lebte sie mit ihrem Mann und ihren Schwiegereltern in einer Wohnung in der Ul. Zygmuntowska 12. 1930 gebar sie eine Tochter, Danuta. Im Jahr 1932 zog die Familie Frey in eine neue Wohnung in der Ul. Sykstuska 35. Informationen über das zweite Kind, Jakub, geboren 1919, stammen nur aus einer Quelle – der Aussage von Łucja Freys Schwägerin, Hedwa Balat, geborene Gottesman, die 1955 dem Yad Vashem-Institut vorgelegt wurde.
Nach Ausbruch des Zweiten Weltkriegs und dem Einmarsch sowjetischer Truppen in Lemberg wurde Marek Gottesman vom NKWD unter dem Vorwurf konterrevolutionärer Aktivitäten verhaftet und höchstwahrscheinlich ermordet. Nach der Besetzung der Stadt durch die Deutschen kam Łucja Frey ins Ghetto. Dort arbeitete sie in der Zweiten Klinik (II. Ghettopoliklinik) in der Ul. Zamarstynowska 112. Der letzte Beweis dafür, dass Łucja Frey noch lebte, stammt vom 1. April 1942; Es handelt sich um einen ausgefüllten Personenfragebogen für einen Fragebogen zur erstmaligen Meldung der Heilberufe mit der laufenden Nummer 144, ausgestellt von den deutschen Behörden. Sie wohnte damals in der Balonowa 6, 12. Am 20. August 1942 wurden fast alle Patienten und medizinisches Personal der Klinik im Ghetto (mindestens 400 Menschen) ermordet. Łucja Frey starb damals, vermutlich am 24. August 1942, oder wurde zwischen dem 10. und 22. August in das deutsche Vernichtungslager Bełżec deportiert. Einige Biographen geben das Jahr 1943 (die Auflösung des Lemberger Ghettos fand im Juni statt) als Todesdatum von Łucja Frey an. Über das Schicksal der Familie von Łucja Frey, ihrer Tochter Danuta, ihrem angeblichen Sohn Jakub, ihrem Ehemann, ihren Eltern und Schwiegereltern ist nichts bekannt.
Die früheste Erwähnung von Łucja Frey wurde von Eufemiusz Herman verfasst, dem Autor eines Memoirenartikels in „Neurologia Polska“ aus dem Jahr 1950 und eines diesem Arzt gewidmeten Kapitels in der Monographie „Polnische Neurologen“ aus dem Jahr 1958. In den letzten zwanzig Jahren wurden zahlreiche Artikel über Lucia Frey in neurologischen und HNO-Fachzeitschriften veröffentlicht. Die bisher umfangreichste Arbeit, die ihrem Leben gewidmet ist, ist die Doktorarbeit von Mirjam Moltrecht „Dr. med. Łucja Frey. Eine Ärztin aus Lemberg 1889-1942. Rekonstruktion eines Lebens“ (Leipzig, 2004), die später als Biografie im Hartung Gorre Verlag veröffentlicht wurde. Trotzdem wird Freys Name oft weggelassen oder falsch geschrieben, selbst in Fachpublikationen als „Lucy“ oder „Lucie“. Als Geburts- und Sterbedaten werden teilweise die Lebensjahre des österreichischen Arztes und Physiologen Maximilian Ruppert Franz von Frey angegeben.
Eufemiusz Herman schrieb über sie:

„Sie war äußerst bescheiden, ruhig, fleißig und kreativ. Alle ihre wissenschaftlichen Arbeiten zeichnen sich durch außergewöhnliche Genauigkeit, das Streben nach umfassender Kenntnis des untersuchten Themas und ernsthafte Kenntnis des Themas aus. […] Obwohl das wissenschaftliche Erbe von Łucja Frey nicht sehr groß ist, weist jedes ihrer veröffentlichten Werke eine große wissenschaftliche Bedeutung auf und hinterlässt einen bleibenden Beitrag zu den wissenschaftlichen Errungenschaften der Welt.“

## Akademische Leistungen
Freys Arbeit über das auriculotemporale Nervensyndrom, heute in der polnischen Literatur als Łucja-Frey-Syndrom und im Englischen als Frey-Syndrom bekannt, wurde 1923 in der „Polska Gazeta Lekarska“ und im selben Jahr auf Französisch in der „Revue Neurologique“ veröffentlicht. Der in diesem Artikel beschriebene Fall wurde am 20. Januar 1923 auf einem Treffen der Gesellschaft der Ärzte des Infant Jesus Hospital und der Neurologischen Gesellschaft in Warschau vorgestellt. Es wurde wie folgt beschrieben:
Ch. B., ein 25-jähriger Tennisspieler, wurde Ende 1920 durch eine Gewehrkugel außerhalb des Kieferwinkels auf der linken Seite verletzt. Obwohl die Wunde nur oberflächlich war, verlor der Patient unmittelbar nach der Verletzung das Bewusstsein, sodass er nicht wusste, wann er ins Krankenhaus gebracht wurde. Als er wieder bei Bewusstsein war, bemerkte er, dass seine gesamte linke Gesichtshälfte stark geschwollen war. Nach einer Woche erkrankte er an Rückfallfieber und vier Wochen später an Fleckfieber. Während der gesamten Dauer dieser Erkrankungen war die linke Wange geschwollen und etwa vier Monate nach der Verletzung begann Eiter aus dem Ohr zu fließen. Der Ohrenarzt stellte dann (im März 1921) eine Fistel im äußeren Gehörgang mit unbeschädigtem Trommelfell fest. An der Stelle der ursprünglichen Verletzung wurde ein Schnitt gemacht, dann begann die Schwellung abzuklingen und das Gesicht normalisierte sich mit der Zeit wieder. Ungefähr einen Monat nach der Operation bemerkte der Patient, dass er während des Essens auf der linken Seite seines Gesichts schwitzte und gleichzeitig ein Hitzegefühl in diesem Bereich verspürte. Mit der Zeit verstärkte sich das Schwitzen und nach einem Jahr wurde es so stark, dass sein Umfeld es bemerkte. Zudem verspürte der Patient keine Schmerzen und suchte aus Scham einen Arzt auf, „weil die Leute denken, dass er so gefräßig isst.“
Dies war jedoch nicht die erste Beschreibung dieses Symptomkomplexes in der Literatur. Freys Vorgänger waren Kastremsky (1740), Duphenix (1757), Barthez (1806) Dupuy (1816), Brown-Sequard (1849), Baillarger (1853), Henle (1855), Berard (1855), Bergounhioux (1859), Rouyer (1859), Botkin (1875), Parkes Weber (1897), Gordon B. New und Hermann E. Bozer (1922) und Lipsztat (1922). Brown-Sequard und Henle beschrieben ihre eigenen Symptome. Alle diese Beobachtungen waren jedoch unvollständig und stellten keinen möglichen Pathomechanismus des Phänomens des Geschmacksschwitzens dar. Freys Werk „Der Fall des Auriculo-Temporal-Syndroms“ („Le Syndrome du Nerf Auriculo-Temporal“) gilt als die erste derartige Darstellung des Syndroms in der Weltliteratur. Frey war die erste, die das Syndrom als eine Störung erkannte, die sowohl sympathische als auch parasympathische Nervenfasern betrifft.
Der Namensgeber der Frey-Gruppe wurde 1926 von Higier und 1932 von Bassoe in die Medizin eingeführt. In Anerkennung anderer Forscher werden manchmal die Namen Baillarger-Syndrom, Frey-Baillarger-Syndrom oder Dupuy-Syndrom verwendet.
Neben dieser wichtigsten Arbeit hat Frey Werke über die Auswirkungen von Pflanzengiften auf die Degeneration des Rückenmarks, die topografische Anatomie des Hirnstamms und die amyotrophe Lateralsklerose (Charcot-Krankheit) und Fälle von kasuistischen spinalen Gefäßfehlbildungen des Rückenmarks, Zysten des dritten Ventrikels, Clivus-Tumoren, Tumoren des Frontallappens und retrosplenialen Tumoren (hinter dem Splenium des Corpus callosum) veröffentlicht. Die meisten Arbeiten schrieb sie selbst; vier zusammen mit Professor Orzechowski, eines über Erbkrankheiten des Nervensystems mit dem Neuropathologen Opalski. Ihre Beschreibung synchroner spinaler Gefäßfehlbildungen war die erste in der Weltliteratur.
Unter den Arbeiten von Lucie Frey gibt es keine Dissertation; Informationen über solche Arbeiten finden sich in den ziemlich vollständigen Auflistungen der Vorkriegsdissertationen an der Universität Warschau. Daher scheint es wahrscheinlich, dass der von Herman verwendete Titel „Dr. med.“ so viel wie „Doktor aller medizinischen Wissenschaften“, d. h. Arzt, bedeutet und nicht den akademischen Titel „Doktor der Medizin“.

## Liste der Werke
- Przypadek podrażnienia nerwu usznoskroniowego. „Pamiętnik Kliniczny Szpitala Dzieciątka Jezus”. 8, s. 1-2, 1923
- Przypadek zakrzepu tętnicy móżdżkowej. „Pamiętnik Kliniczny Szpitala Dzieciątka Jezus”. 8, s. 24, 1923
- Przypadek zespołu bocznej ściany zatoki jamistej (Zespół Feix). „Pamiętnik Kliniczny Szpitala Dzieciątka Jezus”. 8, s. 8-9, 1923
- Przypadek zespołu nerwu usznoskroniowego. „Polska Gazeta Lekarska”. 41, s. 708-710, 1923
- Le syndrome du nerf auriculo-temporal. „Revue Neurologique“. 2 (2), s. 97-104, 1923
- O działaniu jadów wegetatywnych na drżenie włókienkowe w sprawach zanikowych pochodzenia rdzeniowego. „Medycyna Doświadczalna i Społeczna”. 5 (5-6), s. 379-387, 1925Weblinks

- Przyczynki do nauki o topografii w trzonie mózgowym. Ogniska boczne i środkowe w rdzeniu przedłużonym. „Neurologia Polska”. 8 (2), s. 124-142, 1925
- Przyczynki do nauki o topografii w trzonie mózgowym. Ogniska w wyższych piętrach mostu Varola. „Polska Gazeta Lekarska”. 15, s. 335-338, 1925
- Przypadek chorego z guzem stoku Blumenbacha. „Polska Gazeta Lekarska”. 14, s. 328, 1925
- Przypadek guza stoku Blumenbacha. „Pamiętnik Kliniczny Szpitala Dzieciątka Jezus”. 9, s. 6-7, 1925
- Przypadek zapalenia nerwów posurowiczego. „Neurologia Polska”. 8, s. 340-341, 1925
- Frey Ł. Orzechowski K. Zmiany anatomiczne w chorobie Charcota. „Neurologia Polska”. 8 (3-4), s. 196-219, 1925
- Frey Ł. Orzechowski K. Zmiany anatomiczne w chorobie Charcota. „Księga Pamiątkowa XII Zjazdu Lek Przyr”. 2, s. 145, 1925/26
- O działaniu jadów wegetatywnych na drżenie włókienkowe w sprawach zanikowych pochodzenia rdzeniowego. „Księga Pamiątkowa XII Zjazdu Lek Przyr”. 2, s. 158, 1925/26
- Étude anatomo-pathologique d’un cas d’anévrisme cirsoide de la moelle. „Revue Neurologique“. 1, s. 709, 1926
- Pokaz mózgu z torbielą III komory. „Warszawskie Czasopismo Lekarskie”. 14, s. 192, 1926#
- Preparat torbieli III-ej komory. „Polska Gazeta Lekarska”. 16, s. 312, 1926
- Przypadek cierpienia rodzinno-dziedzicznego, dotyczącego głównie kończyn dolnych. „Warszawskie Czasopismo Lekarskie”. 4, s. 193, 1926
- Przypadek myelitis. „Polska Gazeta Lekarska”. 50, s. 955, 1926
- Przypadek tętniaka splotowatego rdzenia. „Neurologia Polska”. 9 (1-2), s. 21-30, 1926
- Przypadek tętniaka splotowatego rdzenia. „Nowiny Psych”. 9 (1-2), s. 21-28, 1926
- Frey Ł. Orzechowski K. Sur l’histopathologie de la maladie de Charcot. „Revue Neurologique“. 2 (2), s. 188, 1926
- Torbiel III komory. Brak objawów lejkowych przy zupełnym zniszczeniu dna III komory. „Nowiny Lekarskie”. 38, s. 289-292, 1926
- Przypadek tętniaka splotowatego rdzenia. „Neurologia Polska”. 10 (3-4), s. 346-347, 1927
- Kyste du III ventricule. Destruction totale de la région infundibulaire sans signes dits hypophysiaires. „Revue Neurologique“. 2, s. 413, 1927
- Kyste du III ventricule. Destruction totale de la région infundibulaire sans signes dits hypophysiaires. „L Encéphale“. 22, s. 21-26, 1927
- Paraplegia spastica heredofamiliris. „Neurologia Polska”. 10 (1), s. 58, 1927
- Przypadek: Osteoarthropatiae vertebralis tabidorum. „Pamiętnik Kliniczny Szpitala Dzieciątka Jezus”. 10, s. 30-32, 1927
- Frey Ł. Opalski A. Przyczynki kliniczne do studjum nad schorzeniami dziedzicznemi układu nerwowego. „Polska Gazeta Lekarska”. 15 (6), s. 277-280, 1927
- także osobno, Przyczynki kliniczne do studjum nad schorzeniami dziedzicznemi układu nerwowego. Kraków-Lwów 1927 12 ss
- Rdzeń i preparaty drobnowidzowe z przypadku tętniaka splotowatego rdzenia. „Polska Gazeta Lekarska”. 22, s. 431, 1927Rdzeń i preparaty drobnowidzowe z przypadku tętniaka splotowatego rdzenia. „Polska Gazeta Lekarska”. 22, s. 431, 1927
- Etude anatomo-clinique d’un cas d’anévrisme cirsoide de la moelle. „Pamiętnik I Zjazdu Anatomo-Zoologicznego w Warszawie“, s. 98-99, 1927

- Frey Ł. Orzechowski K. Neurirétinite unilatérale due à une Highmorite du même coté, améliorée après une ponction du sinus maxillaire. Lésions pagétoides dans les os de la voute cranienne décelées à la radiographie. „Revue Neurologique“. 2, s. 284, 1927
- Frey Ł. Drozdowicz. Neuroretinitis jednego oka przy zajęciu jamy Highmor'a tej że strony u osobnika z czaszką Pagetowską. „Neurologia Polska”. 11 (2), s. 246-248, 1928
- Przypadek guza retrosplejalnego. „Neurologia Polska”. 11 (3-4), s. 319-320, 1928
- Przypadek guza retrosplejalnego. „Polska Gazeta Lekarska”. 14, s. 261, 1928
- Przypadek operowanego guza śródbłonka mózgu. „Polska Gazeta Lekarska”. 8, s. 150, 1928
- Frey Ł. Sławiński. Przypadek operowany śródbłoniaka płata czołowego. „Neurologia Polska”. 11 (3-4), s. 312, 1928
- Przypadek: Osteoarthropatiae vertebralis tabidorum. „Neurologia Polska”. 11 (1), s. 128-130, 1928
- Przypadek sympatomatu rdzenia kręgowego. „Neurologia Polska”. 11 (1), s. 125-127, 1928
- Przypadek śródbłoniaka płata czołowego wyłuszczonego pomyślnie. „Polska Gazeta Lekarska”. 20, s. 373-376, 1928
- Urazowe podrażnienie nerwów promieniowego i mięśniowo-skórnego z przerwaniem kilku ścięgien. „Neurologia Polska”. 11 (3-4), s. 350-351, 1928
- Étude anatomo-clinique d’un cas d’anévrisme cirsoide de la moelle épinière. „Annales D'anatomie Pathologique”. 5, s. 971-979, 1928